# Madrahalli, Tirumakudal Narsipur
Madrahalli là một làng thuộc tehsil Tirumakudal Narsipur, huyện Mysore, bang Karnataka, Ấn Độ.